# Vay de Vaja (Adelsgeschlecht)
Die Familie Vay, auch bekannt als Vay de Vaja et Luskod (ungarisch: vajai és laskodi Vay), ist ein uradeliges ungarisches Adelsgeschlecht, das seinen Ursprung in der Ortschaft Vaja im Komitat Szabolcs hat. Sie gehört zu den ältesten Familien dieser Region und führte im Laufe der Jahrhunderte die Titel des Barons und später von einer Linie auch des Grafen. Die Familie besteht bis heute fort.

Wappen der Familie Vay de Vaja et Luskod von 1783 (Linie der Baronen)

## Herkunft und geschichtliches Auftreten
Das Geschlecht stammt von der oberen Theiss, wo es 1120 mit dem Nobilis Osnuth de Vaja zuerst erscheint. 1272 ist es mit sieben Geschlechtsangehörigen im Komitat Szabolcz begütert, darunter mit Abraham, mit dem die Stammreihe beginnt. König Sigismund von Ungarn, der spätere deutsche Kaiser Sigismund, erteilte dem Abraham de Vaja und seinen Vettern Thomas und Stephan in Konstanz 1418 einen Wappenbrief, der 1507 von König Wladislaus II. vermehrt wurde (für Ladislaus Vay, Propst zu Jaszo und Titularbischof von Nikomedien) und dessen Verwandten.
Das Geschlecht erhielt am 18. April 1783 für die Brüder Daniel und Nikolaus Vay de Vaja das ungarische Baronat und am  11. September 1830 für Abraham Vay de Vaja den ungarischen Grafenstand.

## Wappen
In Blau auf goldenem Boden ein natürlicher Hirsch mit schräglinks stehendem Doppelkreuz zwischen seinem zehnendigen Geweih, der Kopf von einem gold-befiederten Pfeil schrägrechts abwärts durchschossen, so dass die blanke Spitze aus dem linken Auge hervorgeht, begleitet oben rechts von einem achtstrahligen goldenen Stern und links von einem zunehmenden Mond, das Ganze überzogen von einem silbernen Schrägrechtsbalken, belegt am oberen Ende mit einer fünfblättrigen goldbesamten roten Rose und am unteren Ende mit einer goldenen Lilie;  3 Helme mit rechts blau-goldenen, links rot-silbernen Decken; aus dem rechten der Hirsch wachsend, das Kreuz schräg-rechts gestellt und der Kopf schräglinks durchschossen, auf dem mittleren ein geschlossener schwarzer Flug, auf dem linken die Rose zwischen 2 von Silber und Rot übereckt-geteilten Büffelhörnern.

Wappen der Familie Vay von 1418

## Bekannte Namensträger
- Miklos (Nikolaus) Baron Vay de Vaja (1756–1824), K.u.K.-Generalmajor, Landtagsabgeordneter
- Ábrahám Graf Vay von Vaja und Luskod (1789–1855), k.u.K. Wirklicher Geheimer Rat, Obergespan des Komitats Maramaros, Finanzier
- Miklos Baron Vay de Vaja (1802–1894), Präsident des Magnatenhauses, Oberkanzler des Königreichs Ungarn
- Lajos (Ludwig) Baron Vay de Vaja (1803–1888), Obergespan des Komitats Borsod, Landtagsabgeordn.
- Michael Graf Vay von Vaja (1822–1899), Abgeordneter des ungarischen Landtages
- Bela Baron Vay de Vaja (1829–1910), Vizepräsident des Magnatenhauses und Landtagsabgeordn.
- Sandor (Alexander) Baron Vay de Vaja (1833–1911), ungarischer Landtagsabgeordneter
- Gagriel Graf Vay von Vaja und Luskod (1862–1931), erbl. Mitglied des ungarischen Oberhauses
- Peter Graf Vay von Vaja und Luskod (1864–1948), Bischof von Scopo-Dalmatico, päpstl. Hausprälat[5].
- Adam Graf Vay von Vaja und Luskod (1868–1913), erbl. Mitglied des ungarischen Oberhauses
- Laszlo (Ladislaus) Baron Vay de Vaja (1890–1966), königlich ungarischer Staatssekretär
- Miklos Denes Ödön Baron Vay de Vaja (1893–?), ungarischer Landtagsabgeordneter